# Suriname világörökségi helyszínei
Suriname területéről eddig három helyszín került fel a világörökségi listára. 
| | Central Suriname Természetvédelmi Park |
| 2000 |                                        |
| Természeti (IX)(X) |                                        |
| Védett terület: 1 600 000 ha, hivatkozás: 1017 |                                        |
| Az ország középnyugati részén található, 1998-ban három természetvédelmi terület egyesítéséből kialakult nemzeti park egy tizenhatezer négyzetkilométeres érintetlen trópusi esőerdő változatos növény- és állatvilággal, köztük számos őshonos élőlénnyel. Az esőerdő teljes területe mintegy százötvenezer négyzetkilométer, ami a világ legősibb képződményei közé tartozó, több mint 2 milliárd éves guyanai pajzson terül el. Az erdő nagy része megközelíthetetlen és túlnyomó többsége napjainkig is felderítetlen. A védett területen található a Coppername folyó felső vízmosása, valamint a Lucie, au Oost, a Zuid, a Saramacca és a Gran folyók forrásvidéke. A nemzeti park megközelíthetetlensége védelmet nyújt az Amazonas vidékét gyors ütemben átalakító fakitermeléssel, vadászattal és bányászattal szemben. Az területen az eddig feljegyzett fajok száma hatezer, közük hétszáz madár-, kétezer emlős-, százötven hüllő-, száz kétéltű- és ötszáz halfajjal. Az erdőben olyan védett állatok is megtalálhatók mint a jaguár, az óriástatu, a tapír, a lajhár, a tarajos szirtimadár, a sárgaszárnyú ara, az nagy szarvasbéka és a kígyónyakú teknős |                                        |

| | Paramaribo történelmi belvárosa |
| 2002 |                                 |
| Kulturális (II)(IV) |                                 |
| Védett terület: 30 ha, puffer zóna: 60 ha, hivatkozás: 940 |                                 |
| A Suriname folyó partján fekvő Paramaribo, az 1975 óta független Suriname fővárosa a 16. és a 17. században egy holland kereskedelmi állomás volt. Európai gyarmatosítók már a 15. században felfedezték a természetes nyersanyagokban, például kaucsukban és kitermelhető faanyagban bővelkedő területet. Később gazdag földbirtokosok telepedtek le a környéken és ültetvényeiken cukornádat és dohányt termesztettek. 1821-ben a település egy tűzvész miatt komoly károkat szenvedett, ennek ellenére fennmaradt a belváros jellegzetes eredeti utcaszerkezete, ami egy délkelet-északnyugati főtengelyből és azt megfelelő szögben keresztező utcákból áll. A ma is látható épületeken a holland építészet stílusjegyei keverednek a hagyományos helyi technikákkal és építőanyagokkal. Legfontosabb középületei a Zeelandia-erőd, a Függetlenség terén álló bíróság, az Elnöki palota, a Pénzügyminisztérium, a református és a római katolikus templom hagyományos holland stílusban épültek téglából és kőből. Később megjelentek rajtuk a helyi építészeti elemek is, ilyen például az Elnöki palota legfelső, fából készült emelete. A városban több népcsoport él egymás mellett, ezt jelzik a mecsetek, a hindu templomok és a zsinagógák. |                                 |

| | Jodensavanne régészeti helyszíne |
| 2023 |                                  |
| Kulturális (III) |                                  |
| Védett terület: 24,8 ha, puffer zóna: 19,45 ha, hivatkozás: 1680 |                                  |
| Az ország északi részén a Suriname-folyó sűrűn erdős partjain található Jodensavanne régészeti lelőhely két fő részből áll ahol a korai zsidó kolonizációs kísérletek emlékei találhatók meg. Az 1680-as években alapított Jodensavanne településen láthatók Amerika feltételezett legkorábbi építészeti jelentőségű zsinagógájának romjai, valamint temetők, téglaépületek alapjai, hajókikötők és egy katonai helyőrség maradványai. Tőle két kilométerre északra terül el Cassipora Creek temetője, egy 1650-ben alapított település maradványa ami három évtized után szűnt meg amikor lakosai ide vándoroltak. Az atlanti szefárd diaszpórához képest szokatlan módon ezek a korai zsidó kolóniák nem a meglévő városi környezetben helyezkedtek el és az átlagosnál hosszabb életűek voltak. A bennszülöttek által lakott területeken alapított településeket a zsidó telepesek birtokolták és kormányozták, miközben afrikai és bennszülött származású szabadokkal és rabszolgákkal éltek együtt. A Jodensavanne régészeti lelőhely az atlanti szefárd diaszpórában egy olyan zsidó civilizációnak a maradványa ami területi és közösségi autonómiát kapott és a 17. és a 19. század között zsidó államként létezett az államban egy rabszolgatartó társadalom határvidékén. |                                  |

## Elhelyezkedésük
| Central Suriname Természetvédelmi Park Paramaribo Jodensavanne |